# روان (اسطوره‌شناسی)
روان (یونانی: Ψυχή) الهه یونانی در اسطوره‌شناسی یونانی است و اغلب به عنوان زنی زیبا با بال‌های پروانه نشان داده می‌شود. نام Psyche در یونانی به معنای «روح» است و معمولاً در اسطوره‌های رومی نیز به آن اشاره می‌شود، اگرچه ترجمه مستقیم «آنیما» (لاتین) به معنای «روح» است.